# Giovanni Pasquale
Giovanni Pasquale (ur. 5 stycznia 1982 w Venaria Reale) – włoski piłkarz, występujący na pozycji obrońcy.

## Kariera klubowa
Pasquale jest wychowankiem Interu Mediolan. W debiutanckim sezonie w pierwszej drużynie, rozegrał osiemnaście ligowych spotkań w Serie A oraz jedenaście w Lidze Mistrzów. Z klubem wywalczył także wicemistrzostwo Włoch i dotarł do ćwierćfinału Champions League. W kolejnym sezonie w lidze wystąpił trzynastokrotnie, a w europejskich pucharach cztery razy. W 2005 roku, po rozegraniu czterech ligowych pojedynków, powędrował na wypożyczenie do AC Sieny. Latem 2005 ponownie go wypożyczono, tym razem do AC Parmy, w której barwach zagrał dwadzieścia dwa razy. Pomógł jej także w awansie do Pucharu UEFA. W 2006 roku przeszedł do AS Livorno. Szybko przebił się tam do wyjściowej jedenastki i stał się podstawowym zawodnikiem pierwszego składu tej drużyny. W 2008 po spadku Amaranto do drugiej ligi, Pasquale postanowił odejść do Udinese Calcio, w którym występuje do dziś.

## Kariera reprezentacyjna
Pasquale pięciokrotnie zagrał w reprezentacji Włoch U-21. W 2003 roku został powołany do seniorskiej reprezentacji na mecz przeciwko Szwajcarii, jednak całe spotkanie przesiedział na ławce rezerwowych, nie zaliczając debiutu w drużynie narodowej.